# Арцимович (лунный кратер)
Кратер Арцимович (лат. Artsimovich) — небольшой ударный кратер, расположенный в западной части Моря Дождей на видимой стороне Луны. Название дано в честь советского физика, академика АН СССР, Льва Андреевича Арцимовича (1909—1973) и утверждено Международным астрономическим союзом в 1973 г.

## Описание кратера

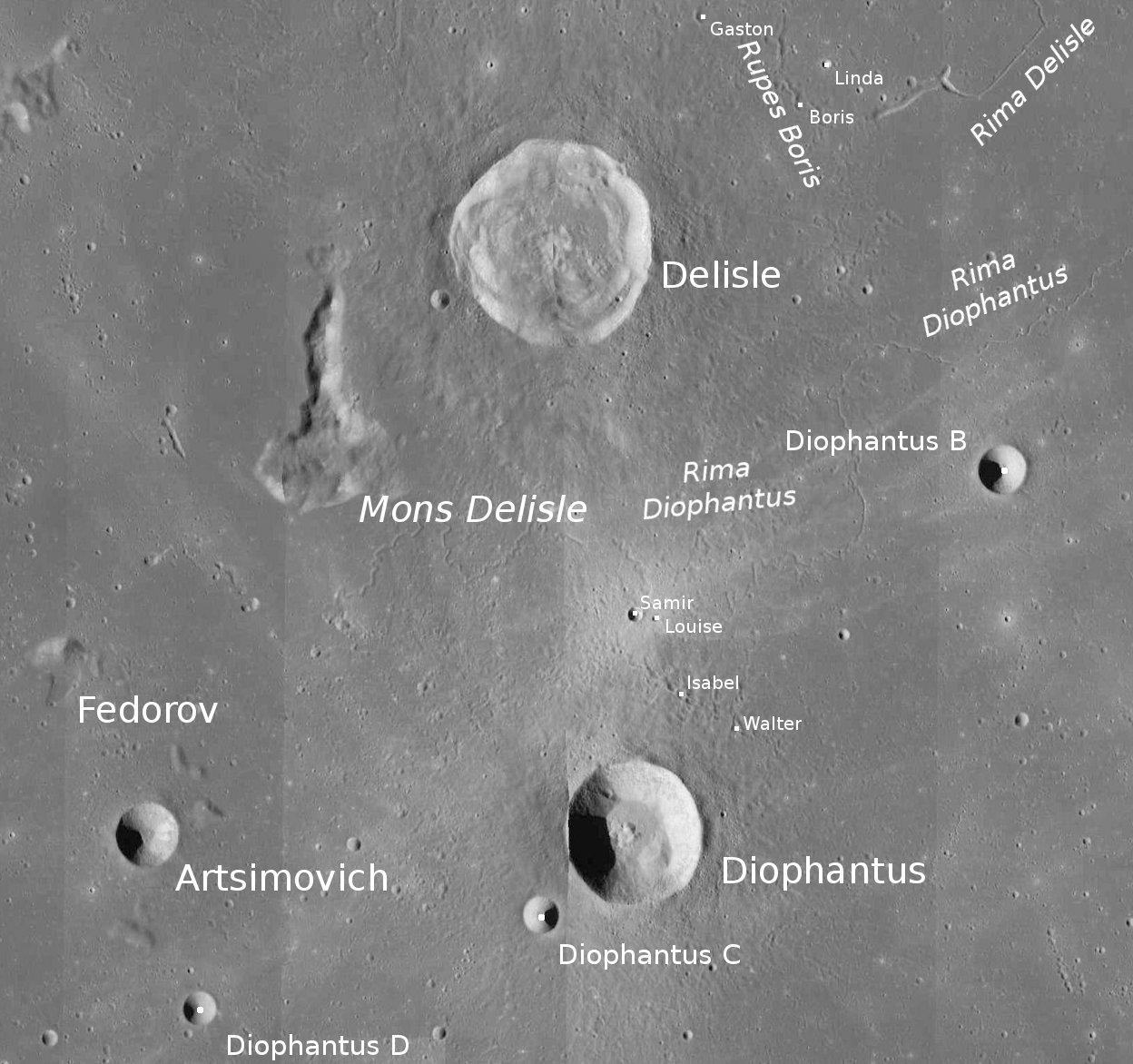
Окрестности кратера Арцимович. Снимок зонда Lunar Reconnaissance Orbiter.

Ближайшими соседями кратера являются кратер Фёдоров на северо-западе, кратер Делиль на северо-востоке и кратер Диофант на востоке. На западе от кратера расположены горы Харбингер, на севере-северо-востоке — пик Делиля. 
Селенографические координаты центра кратера — 27°37′ с. ш. 36°38′ з. д. / 27,61° с. ш. 36,63° з. д., диаметр — 8,0 км, глубина — 1,3 км.
Вал кратера имеет чашеобразную форму. Высота вала над окружающей местностью составляет 300 м, объем кратера приблизительно 20 км³.
По морфологическим признакам кратер относится к типу ALC (по наименованию типичного представителя этого типа — кратера Аль-Баттани C).
До получения собственного наименования в 1973 г. кратер имел обозначение Диофант А (в системе обозначений так называемых сателлитных кратеров, расположенных в окрестностях кратера, имеющего собственное наименование). 

## Сателлитные кратеры
Отсутствуют.